# Saphir (U-Boot, 1984)
Die Saphir (S602) war ein taktisches Atom-U-Boot der französischen Marine. Ihr ursprünglicher Name war Bretagne. Später wurde sie aber nach dem im Zweiten Weltkrieg eingesetzten gleichnamigen Typschiff der Saphir-Klasse umbenannt. Der Name bedeutet Saphir.
Die Saphir war das zweite Boot der Rubis-Klasse.
Das Atom-U-Boot wurde zwischen Oktober 1989 und Mai 1991 auf den Stand der Améthyste-Klasse modernisiert.

## Trivia
Während eines supponierten Feindangriffs im Rahmen einer NATO Übung vor Florida, "versenkte" die Saphir die Theodore Roosevelt mitsamt einem Großteil seiner Flugzeugträgerkampfgruppe.